# Keren Ann (album)
Albums de Keren Ann
Nolita
(2004) 101
(2011)
Keren Ann est le cinquième album de Keren Ann, il est sorti en avril 2007. Il contient des participations de Magic Malik ou d'Albin de la Simone.

## Liste des morceaux
Toutes les chansons sont écrites et composées par Keren Ann Zeidel sauf « Caspia » par Keren Ann Zeidel et Barði Jóhannsson.
| No | Titre                                    | Durée |
| -- | ---------------------------------------- | ----- |
| 1. | It's All A Lie                           | 5:40  |
| 2. | Lay Your Head Down                       | 4:46  |
| 3. | In Your Back                             | 5:35  |
| 4. | The Harder Ships of the World            | 4:08  |
| 5. | It Ain't No Crime                        | 4:16  |
| 6. | Where No Endings End                     | 3:37  |
| 7. | Liberty                                  | 6:00  |
| 8. | Between the Flatland And the Caspian Sea | 5:28  |
| 9. | Caspia                                   | 3:52  |